# Prštné
Prštné je část města Zlín, která se nachází 2,5 km západně od centra města.
Podél části Prštné protéká řeka Dřevnice a u místního Slanického potoka se nachází chráněný sirný pramen Slanice.
Stojí zde památný strom moruše.

## Název
Jméno vesnice znělo původně Prščná a bylo odvozeno od prsť - "hlína". Hlásková změna šč > šť je pravidelná. Rod jména kolísal až do začátku 20. století mezi ženským a středním rodem. Střední rod byl jako úřední stanoven v roce 1924.

## Infrastruktura
Prštné je obsluhováno trolejbusovými linkami 1, 2, 3, 6 a 10. Do centrální části vesnice však zatím zajíždějí pouze 3 školní spoje denně.
V místní části se nachází mateřská školka, sokol, dobrovolní hasiči,hypermarket Albert a železniční zastávka.
Najdeme[kdo?] zde i malou samoobsluhu, telefonní budku na mince,[kdy?] dvě restaurace klasické a jednu indickou, truhlářství, malířství, pneuservis a další.
Celou městskou částí vede asfaltová cyklostezka.[kde?]
Od roku 1941 stál na třídě Tomáše Bati Sklad benzínu a čerpací stanice Fanto od arch. Josefa Gočára – zbořeno.[kdy?]